# Emil Hațieganu

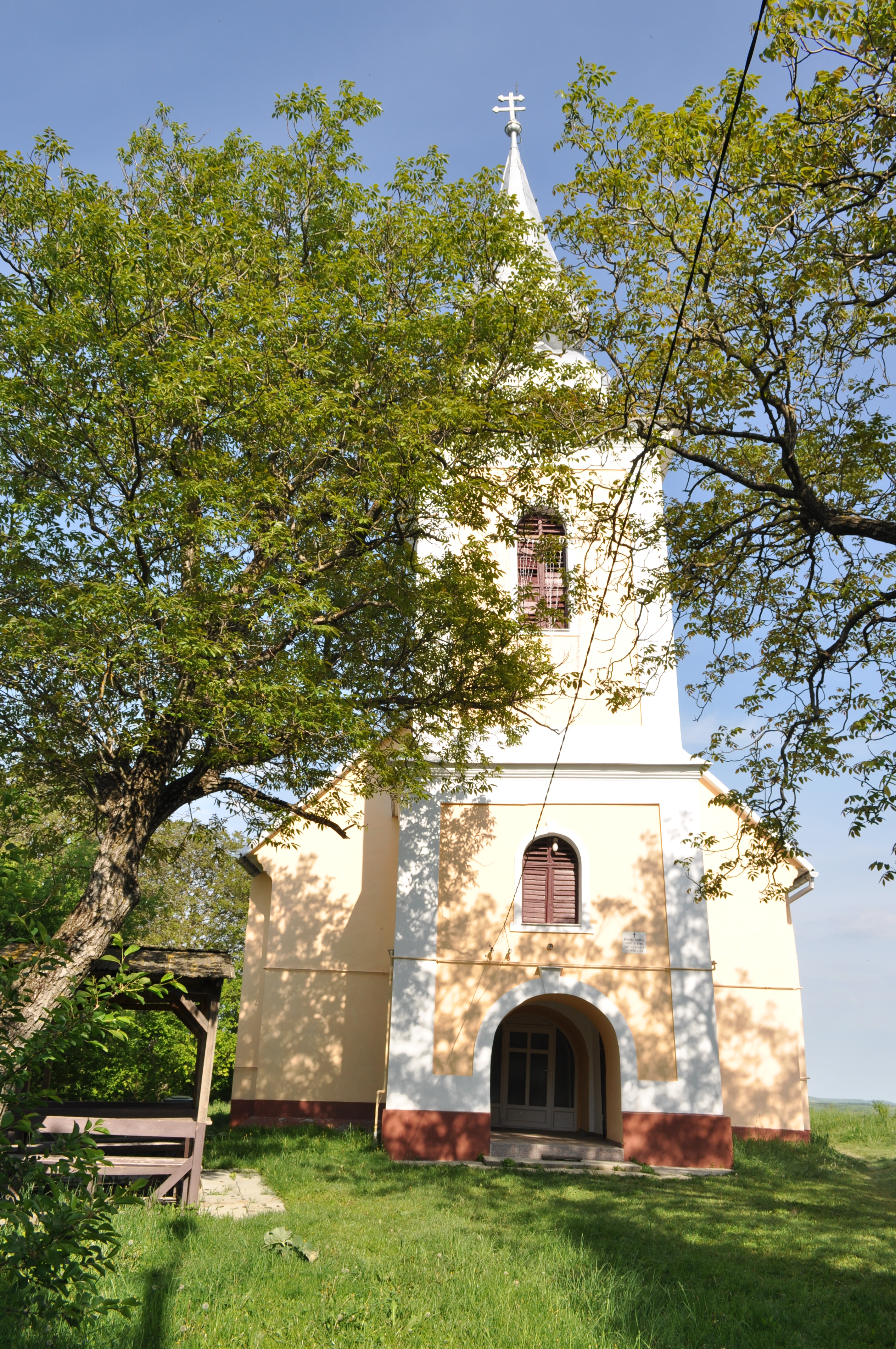
Biserica greco-catolică din Cojocna, ridicată de Ioan Hațeganu, tatăl lui Emil Hațieganu

Emil Hațieganu (n. 9 decembrie 1878, Tritiul de Sus, comitatul Turda, Regatul Ungariei – d. 13 mai 1959, Cluj, Regiunea Cluj, RPR) a fost un politician și jurist român, membru proeminent al Partidului Național Român din Ungaria și Transilvania și succesorului său, Partidul Național-Țărănesc. Emil Hațieganu a fost fratele medicului Iuliu Hațieganu. A participat ca deputat în Marea Adunare Națională de la Alba Iulia, organismul legislativ reprezentativ al „tuturor românilor din Transilvania, Banat și Țara Ungurească”, cel care a adoptat hotărârea privind Unirea Transilvaniei cu România, la 1 decembrie 1918.:p. 77
Înainte de arestare, a fost ales membru de onoare al Academiei Române (1945).

## Biografie
S-a născut la Tritenii de Sus, pe atunci în Austro-Ungaria, în familia preotului greco-catolic Iuliu Hațeganu, având alți 4 frați (Iuliu Hațieganu, Eugen Hațieganu, Simion Hațieganu și Ioan Hațieganu).
Hațieganu a studiat dreptul la Universitatea Franz Joseph din Cluj. A fost judecător la Hida, Ileanda Mare, Huedin și Cluj. A devenit profesor la Universitatea Regele Ferdinand I, unde a deținut funcțiile de decan al Facultății de Drept în perioada 1921-1922. A fost rectorul universității în perioada 1928-1929.:p. 174

## Activitate politică
A fost membru al PNR. În noiembrie 1918 a fost ales vicepreședinte al Senatului Național Român condus de Amos Frâncu, iar din 16 noiembrie a fost președintele Consiliului Național Român din Cluj. Ulterior a  făcut parte și din Consiliul Dirigent în comisiile pentru ocrotiri sociale, agricultură, justiție, fiind și șef al resortului de codificare.:p. 174
A fost un membru marcant al PNR și PNȚ, fiind ministru în guvernele Mironescu, Vaida-Voevod, Maniu și Groza.:p. 174
Ca ministru al Muncii și Securității Sociale din echipa ministerială a lui Iuliu Maniu, Emil Hațieganu împreună cu Gheorghe Mironescu l-a înscăunat pe Carol al II-a la întoarcerea în țară, ca rege al României. De asemenea, a deținut funcția de ministru de stat pentru Transilvania. În 1940 a devenit cunoscut pentru protestul său împotriva cedării Transilvaniei de Nord Ungariei.
Retras din viața politică în timpul celui de-Al Doilea Război Mondial, Emil Hațieganu s-a reîntors în fruntea opoziției înainte de căderea dictaturii pro-naziste a lui Ion Antonescu. După începerea ocupației militare sovietice din România, Hațieganu a deținut funcția de Ministru PNȚ fără portofoliu în primul guvern Petru Groza al Partidul Comunist Român.

## Activitate publicistică
În perioada 1912-1918 a condus publicația Curierul judiciar din Cluj, iar în timpul ocupației horthyste în Ardealul de Nord a condus singura publicație românească rămasă în zonă, ziarul Tribuna Ardealului.:p. 174
De asemenea, a fost fondator și director, între 23 august 1920 și 27 septembrie 1923, al revistei Glasul libertății care a apărut la Cluj, cu sub titlul „Foaie pentru popor, organ al Partidului Național Român”.

## Deținut politic
În anul 1945 a fost arestat la Sibiu de autoritățile comuniste și anchetat de temutul ofițer de Securitate Gheorghe Crăciun. A fost condamnat pentru sabotaj la detenție în Închisoarea Sighet în anul 1951. În 1955 a fost eliberat. A decedat la Cluj, la 9 mai 1959.